# Osmoy (Yvelines)
Pour les articles homonymes, voir Osmoy.
Osmoy est une commune française située dans le département des Yvelines en région Île-de-France.

## Géographie

### Situation
La commune d'Osmoy se trouve à environ 4 km au nord-est d'Orgerus.

### Hameaux de la commune
Le Moutier.

### Communes voisines
Les communes sont Saint-Martin-des-Champs au nord, Flexanville à l'est et Orgerus au sud-ouest.

### Transports et voies de communications

#### Desserte ferroviaire
La gare SNCF la plus proche est la gare d'Orgerus à 5 km.

#### Bus
La commune est desservie par les lignes 2 et 10 du réseau de bus Centre et Sud Yvelines.

### Climat
Pour des articles plus généraux, voir Climat de l'Île-de-France et Climat des Yvelines.
En 2010, le climat de la commune est de type climat océanique dégradé des plaines du Centre et du Nord, selon une étude du CNRS s'appuyant sur une série de données couvrant la période 1971-2000. En 2020, Météo-France publie une typologie des climats de la France métropolitaine dans laquelle la commune est exposée à un climat océanique et est dans la région climatique Sud-ouest du bassin Parisien, caractérisée par une faible pluviométrie, notamment au printemps (120 à 150 mm) et un hiver froid (3,5 °C).
Pour la période 1971-2000, la température annuelle moyenne est de 10,5 °C, avec une amplitude thermique annuelle de 14,5 °C. Le cumul annuel moyen de précipitations est de 662 mm, avec 11 jours de précipitations en janvier et 7,9 jours en juillet. Pour la période 1991-2020, la température moyenne annuelle observée sur la station météorologique la plus proche, située sur la commune de Maule à 11 km à vol d'oiseau, est de 11,8 °C et le cumul annuel moyen de précipitations est de 677,0 mm,. Pour l'avenir, les paramètres climatiques de la commune estimés pour 2050 selon différents scénarios d'émission de gaz à effet de serre sont consultables sur un site dédié publié par Météo-France en novembre 2022.

## Urbanisme

### Typologie
Au 1er janvier 2024, Osmoy est catégorisée commune rurale à habitat dispersé, selon la nouvelle grille communale de densité à sept niveaux définie par l'Insee en 2022.
Elle est située hors unité urbaine. Par ailleurs la commune fait partie de l'aire d'attraction de Paris, dont elle est une commune de la couronne,. Cette aire regroupe 1 929 communes,.

### Occupation des solssimplifiée
Le territoire de la commune se compose en 2017 de 86,09 % d'espaces agricoles, forestiers et naturels, 4,61 % d'espaces ouverts artificialisés et 9,3 % d'espaces construits artificialisés.

## Toponymie
Le nom de la localité est attesté sous les formes in Ulmido début du IXe siècle, Ulmidum au IXe siècle, Ulmetum en 1272.
Le -s- d'Osmoy est censé marquer l'allongement de la voyelle initiale,.
Osmoy du radical Ulmus, orme ; Ulmetum les ormeaux, le bois d’ormes,.

## Politique et administration

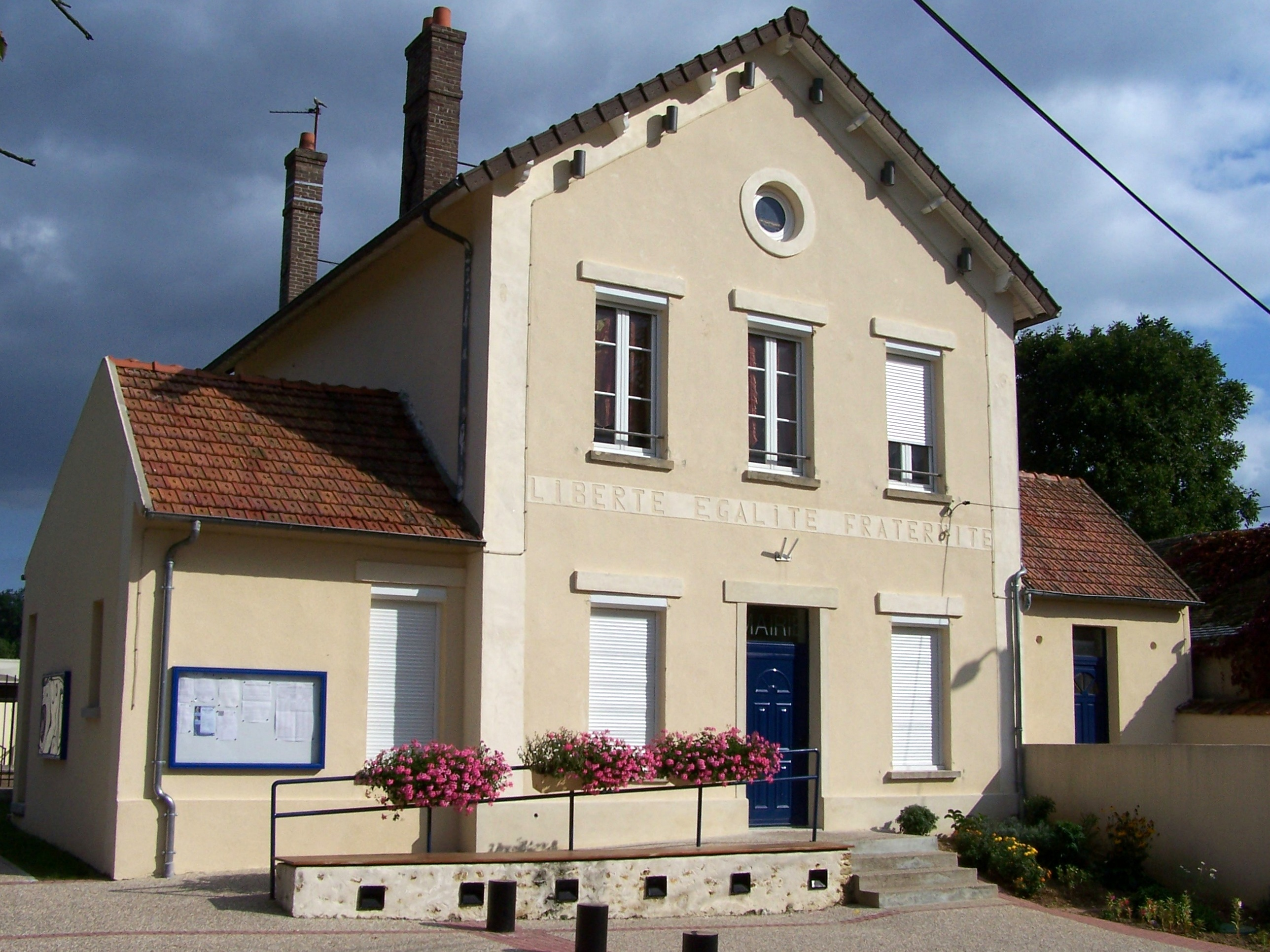
La mairie.

### Liste des maires
| Période                                  | Période  | Identité       | Étiquette | Qualité     |
| ---------------------------------------- | -------- | -------------- | --------- | ----------- |
| Les données manquantes sont à compléter. |          |                |           |             |
| mars 2001                                | 2008     | Jean Bongage   |           |             |
| mars 2008                                | 2014     | Michel Leclerc |           |             |
| 2014                                     | 2022     | Joël Durand    |           | Agriculteur |
| 2022                                     | En cours | Jérôme Durand  |           | Agriculteur |

### Instances administratives et judiciaires
La commune d'Osmoy appartient au canton de Bonnières-sur-Seine et est rattachée à la communauté de communes du pays Houdanais.
Sur le plan électoral, la commune est rattachée à la neuvième circonscription des Yvelines, circonscription à dominante rurale du nord-ouest des Yvelines.
Sur le plan judiciaire, Osmoy fait partie de la juridiction d’instance de Mantes-la-Jolie et, comme toutes les communes des Yvelines, dépend du tribunal de grande instance ainsi que de tribunal de commerce sis à Versailles,.

## Population et société

### Démographie

#### Évolution démographique
L'évolution du nombre d'habitants est connue à travers les recensements de la population effectués dans la commune depuis 1793. Pour les communes de moins de 10 000 habitants, une enquête de recensement portant sur toute la population est réalisée tous les cinq ans, les populations de référence des années intermédiaires étant quant à elles estimées par interpolation ou extrapolation. Pour la commune, le premier recensement exhaustif entrant dans le cadre du nouveau dispositif a été réalisé en 2004.

En 2022, la commune comptait 407 habitants, en évolution de +14,01 % par rapport à 2016 (Yvelines : +2,72 %, France hors Mayotte : +2,11 %).
| 1793 | 1800 | 1806 | 1821 | 1831 | 1836 | 1841 | 1846 | 1851 |
| ---- | ---- | ---- | ---- | ---- | ---- | ---- | ---- | ---- |
| 220  | 202  | 227  | 203  | 234  | 237  | 224  | 239  | 220  |

| 1856 | 1861 | 1866 | 1872 | 1876 | 1881 | 1886 | 1891 | 1896 |
| ---- | ---- | ---- | ---- | ---- | ---- | ---- | ---- | ---- |
| 196  | 185  | 187  | 188  | 179  | 170  | 173  | 172  | 160  |

| 1901 | 1906 | 1911 | 1921 | 1926 | 1931 | 1936 | 1946 | 1954 |
| ---- | ---- | ---- | ---- | ---- | ---- | ---- | ---- | ---- |
| 144  | 150  | 132  | 139  | 144  | 121  | 120  | 125  | 104  |

| 1962 | 1968 | 1975 | 1982 | 1990 | 1999 | 2004 | 2006 | 2009 |
| ---- | ---- | ---- | ---- | ---- | ---- | ---- | ---- | ---- |
| 108  | 89   | 127  | 211  | 238  | 316  | 394  | 404  | 387  |

| 2014 | 2019 | 2022 | - | - | - | - | - | - |
| ---- | ---- | ---- | - | - | - | - | - | - |
| 357  | 379  | 407  | - | - | - | - | - | - |

#### Pyramide des âges
En 2018, le taux de personnes d'un âge inférieur à 30 ans s'élève à 32,5 %, soit en dessous de la moyenne départementale (38 %). De même, le taux de personnes d'âge supérieur à 60 ans est de 20,3 % la même année, alors qu'il est de 21,7 % au niveau départemental.
En 2018, la commune comptait 187 hommes pour 185 femmes, soit un taux de 50,27 % d'hommes, légèrement supérieur au taux départemental (48,68 %).
Les pyramides des âges de la commune et du département s'établissent comme suit.
| Hommes | Classe d’âge | Femmes |
| ------ | ------------ | ------ |
| 1,0    | 90 ou +      | 0,0    |
| 3,7    | 75-89 ans    | 7,4    |
| 17,3   | 60-74 ans    | 11,2   |
| 28,8   | 45-59 ans    | 26,6   |
| 19,4   | 30-44 ans    | 19,7   |
| 9,4    | 15-29 ans    | 16,0   |
| 20,4   | 0-14 ans     | 19,1   |

| Hommes | Classe d’âge | Femmes |
| ------ | ------------ | ------ |
| 0,6    | 90 ou +      | 1,4    |
| 6      | 75-89 ans    | 7,8    |
| 13,5   | 60-74 ans    | 14,8   |
| 20,7   | 45-59 ans    | 20,1   |
| 19,6   | 30-44 ans    | 19,9   |
| 18,5   | 15-29 ans    | 16,8   |
| 21,2   | 0-14 ans     | 19,2   |

## Économie
- Exploitations agricoles.

## Culture locale et patrimoine

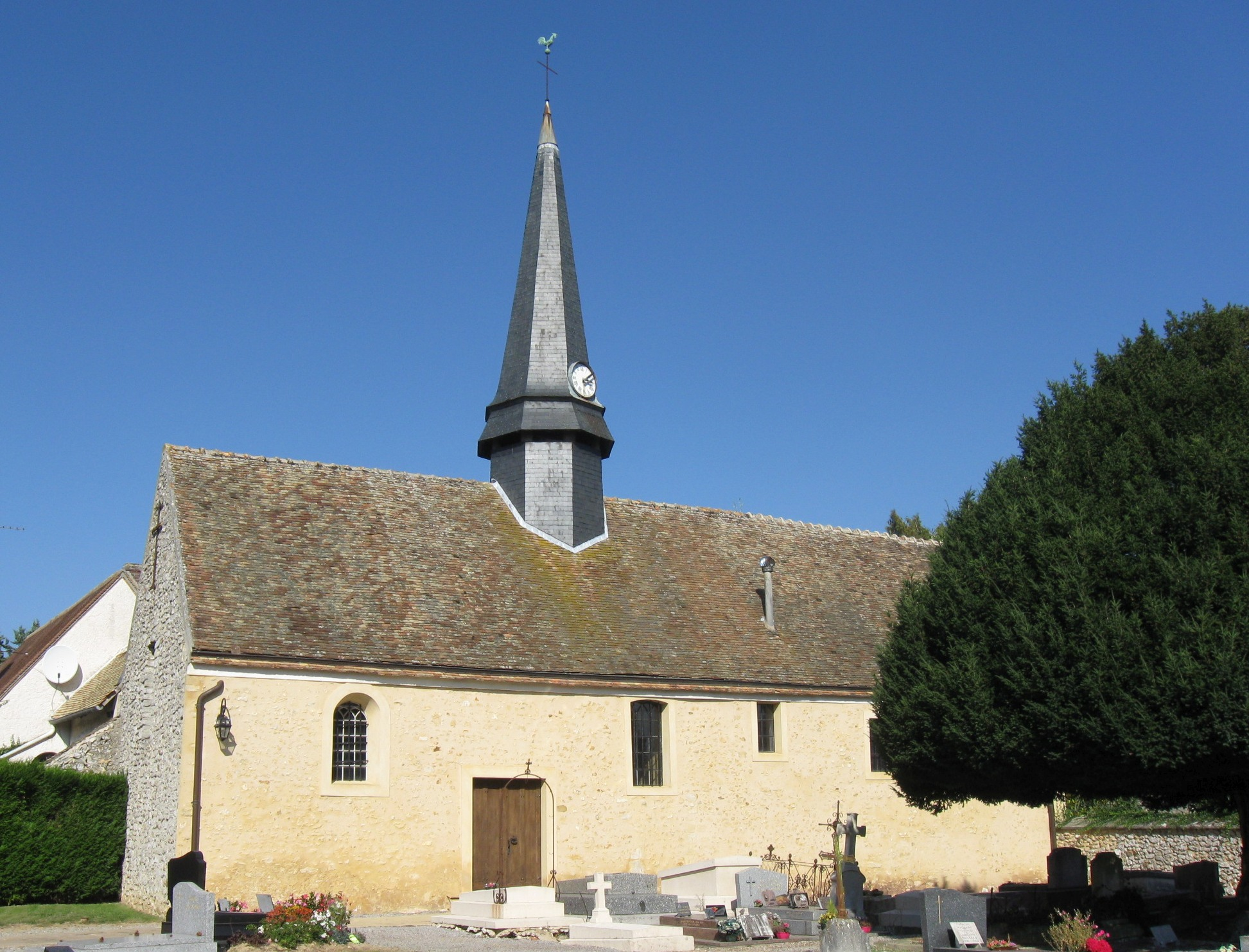
L'église Saint-Cloud.

### Lieux et monuments
- Église Saint-Cloud, XVIIIe siècle.
- Chapelle Notre-Dame-de-la-Pitié, XVIe siècle.

### Héraldique
| Blason de Osmoy (Yvelines) | Blason  | De gueules à la vierge d'argent tenant l'enfant Jésus du même. |
| Blason de Osmoy (Yvelines) | Détails | Le statut officiel du blason reste à déterminer.               |